# جدایی زناشویی
جدایی زناشویی (انگلیسی: Marital separation) زمانی رخ می‌دهد که همسرها در یک ازدواج زندگی با یکدیگر را قطع می‌کنند. سه دلیل می‌تواند دلیل چنین جدایی‌ای باشد:
1. به عنوان قدمی به سوی طلاق کامل قانونی
2. برای ایجاد یک دیدگاه از بیرون به مسائل داخل زندگی‌شان برای خودشان
3. برای بهبود ازدواج شان

برخی متخصصان ۶ ماه جدایی را به عنوان زمانی مناسب برای یک جدایی موقت می‌دانند زیرا این زمان به اندازه کافی طولانی ست تا یک دیدگاه شخص سوم و خارج از آن خانواده را برایشان ایجاد کند، اما آنقدر طولانی نیست که دائمی شود.
یک جدایی ممکن است به‌طور غیررسمی شروع شود، یا ممکن است توافقی برای جدایی رسمی با عنوان جدایی قانونی باشد. بسیاری از قوانین ایالتی ایالات متحده، برای مثال ویرجینیا، مشخص می‌کنند که مدتی جدا بودن، می‌تواند زمینه و زمان زائدهٔ لازم پیش از طلاق باشد.